# Csongrád-Csanád vármegye turisztikai látnivalóinak listája

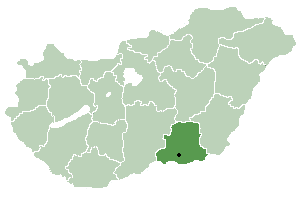
Csongrád-Csanád vármegye

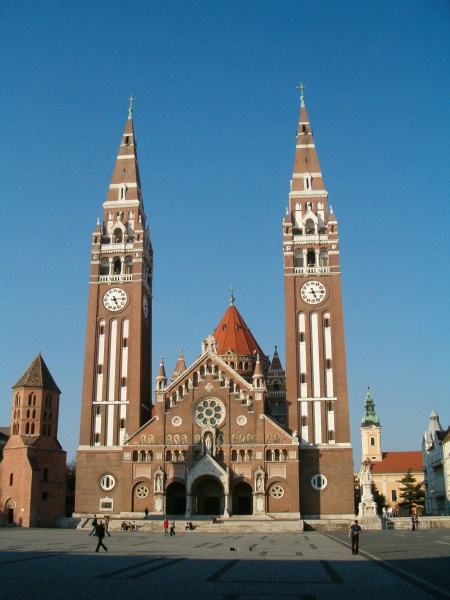
A szegedi fogadalmi templom

Ez a lista Csongrád-Csanád vármegye ismert turisztikai látnivalóit tartalmazza (elsősorban műemlékek, illetve épített emlékek).
Lásd még a Csongrád-Csanád vármegyei múzeumok listája, Csongrád-Csanád vármegye védett természeti értékeinek listája és a Csongrád-Csanád vármegyei fesztiválok és rendezvények listája lapokat.

## Hódmezővásárhely
- Városháza
- Református ótemplom
- Ortodox templom
- Hódmezővásárhelyi zsinagóga
- Epröskert
- Homokbánya
- Téglagyári kubikgödrök – tanösvény
- Batida-Kopáncsi legelő
- Mártélyi Tájvédelmi Körzet

## Makó

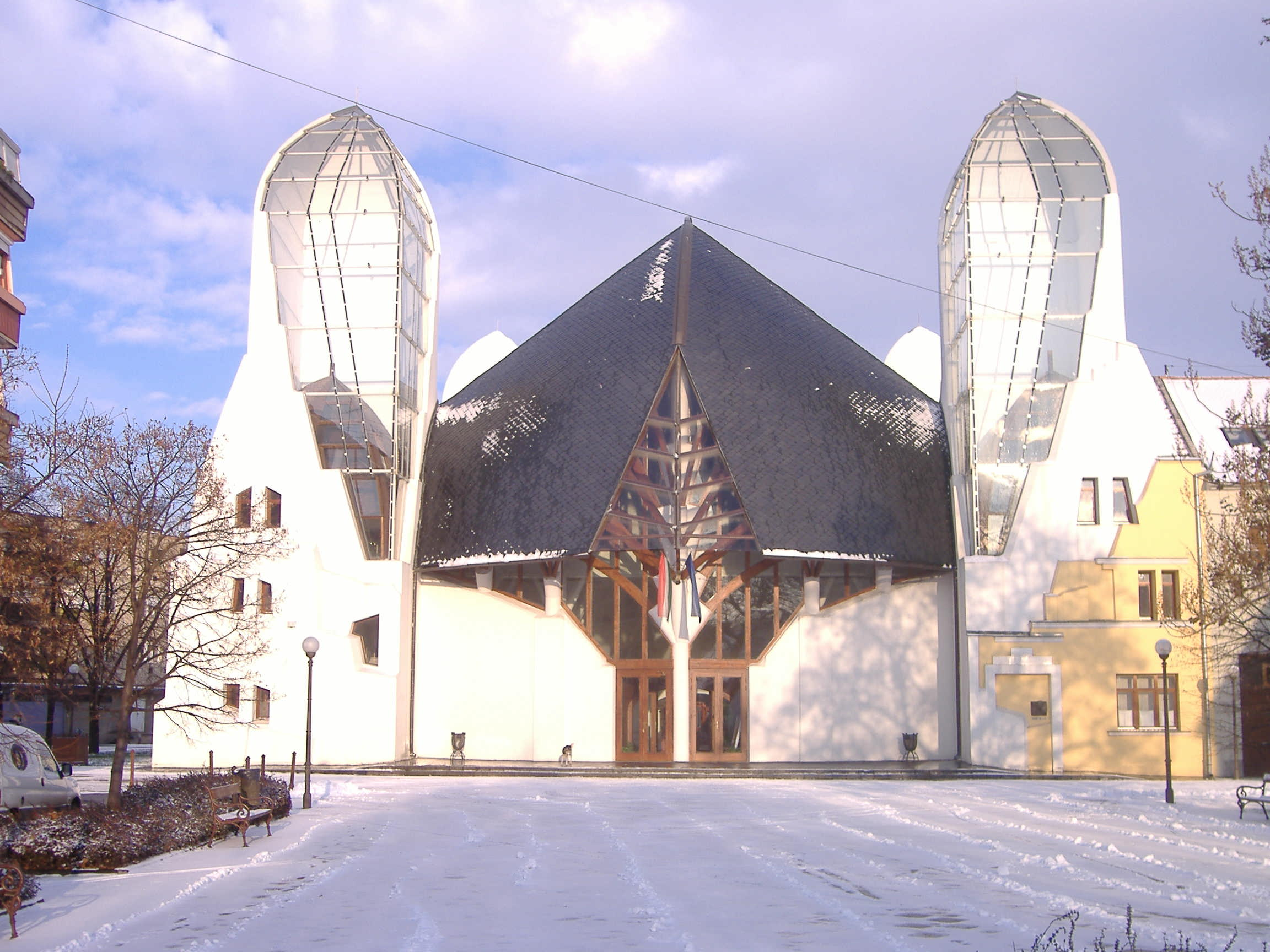
A Hagymaház Makón

- Bérpalota
- Espersit-ház
- Görögkatolikus templom
- Hagymaház
- Hollósy Kornélia-szobor
- József Attila-szobor
- József Attila Gimnázium
- Korona Szálló
- Kossuth Lajos-szobor
- Megriadt nő
- Makói ortodox zsinagóga
- Református ótemplom
- Régi rendőrség
- Régi városháza
- Pénzügyi palota
- Postapalota
- Pulitzer József-szobor
- Püspöki rezidencia és kápolna
- Szent István Plébániatemplom
- Termál- és Gyógyfürdő
- Városháza

## Szeged

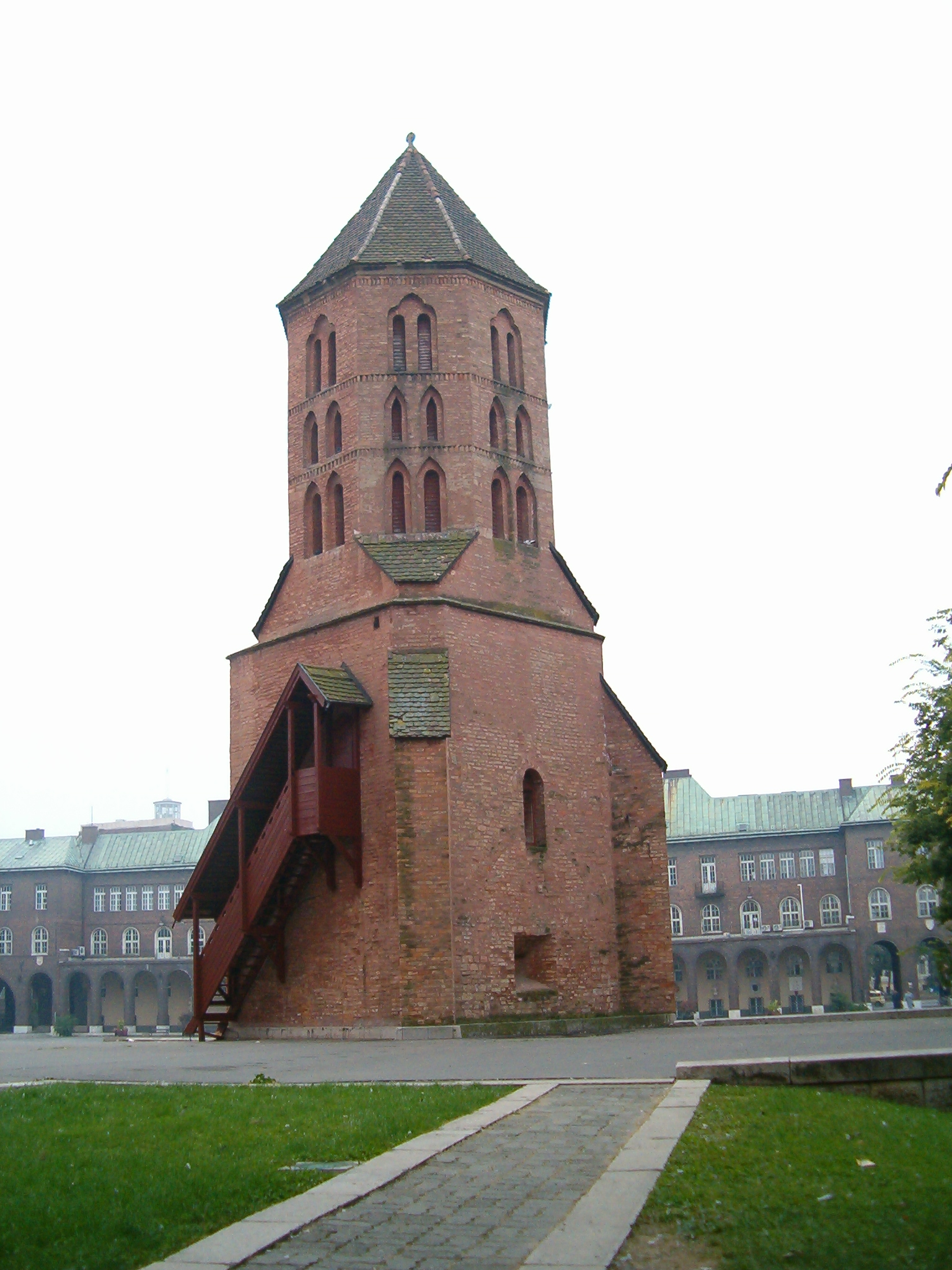
Dömötör-torony, Szeged

- Dóm tér
  - Fogadalmi templom
  - Dömötör-torony
  - Zenélő óra
- Ortodox szerb templom
- Reök-palota
- Új zsinagóga (Szeged)
- Ferences templom és kolostor
- Népliget
- Egyetemi Füvészkert
- Szegedi Vadaspark
- Pick Szalámi és Szegedi Paprika Múzeum

## Szentes

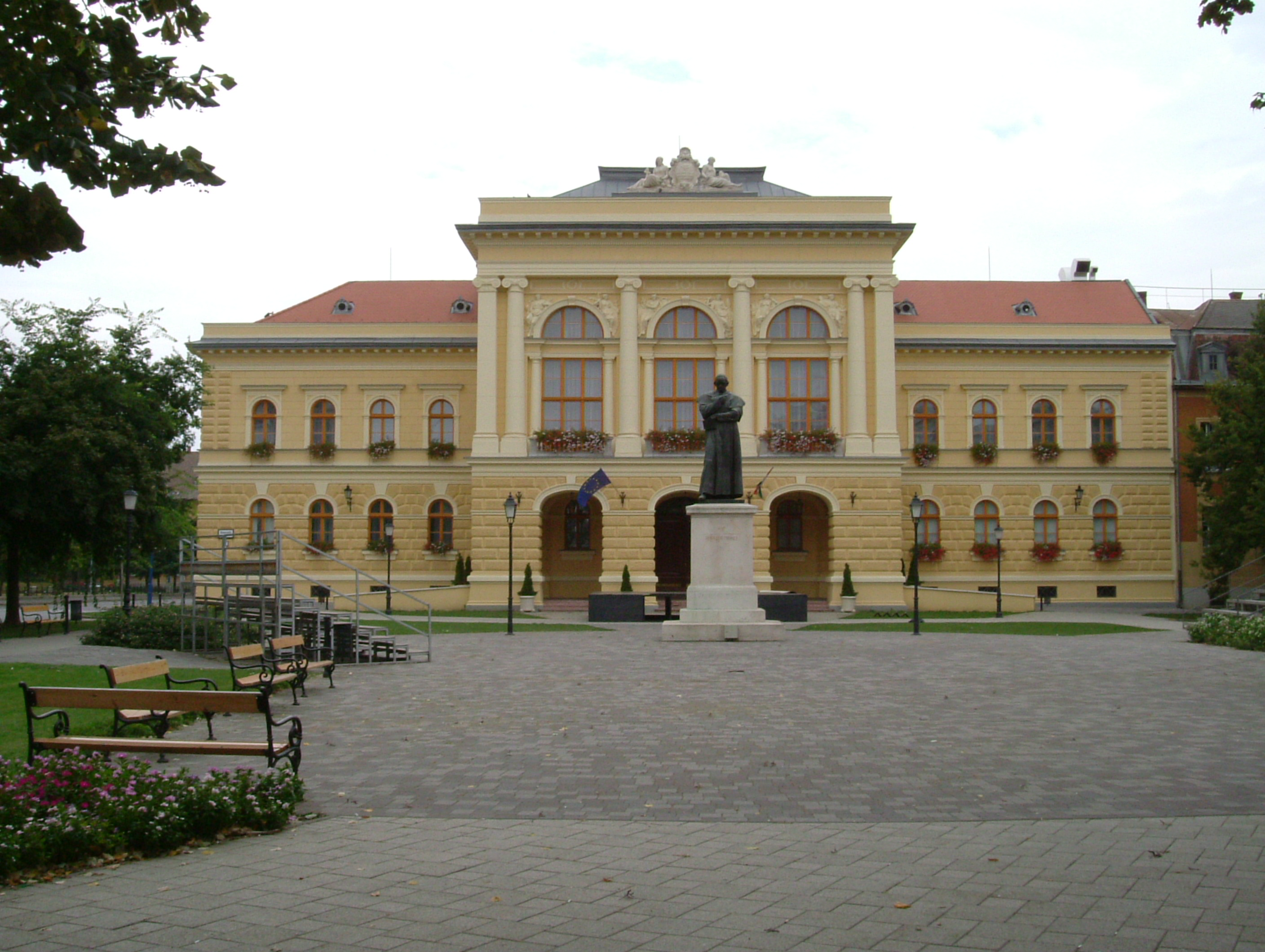
Szentes belvárosa a volt vármegyeházával

- Történelmi belváros
  - Koszta József Múzeum
- Széchenyi-liget
- Cserebökényi puszta

## Más települések

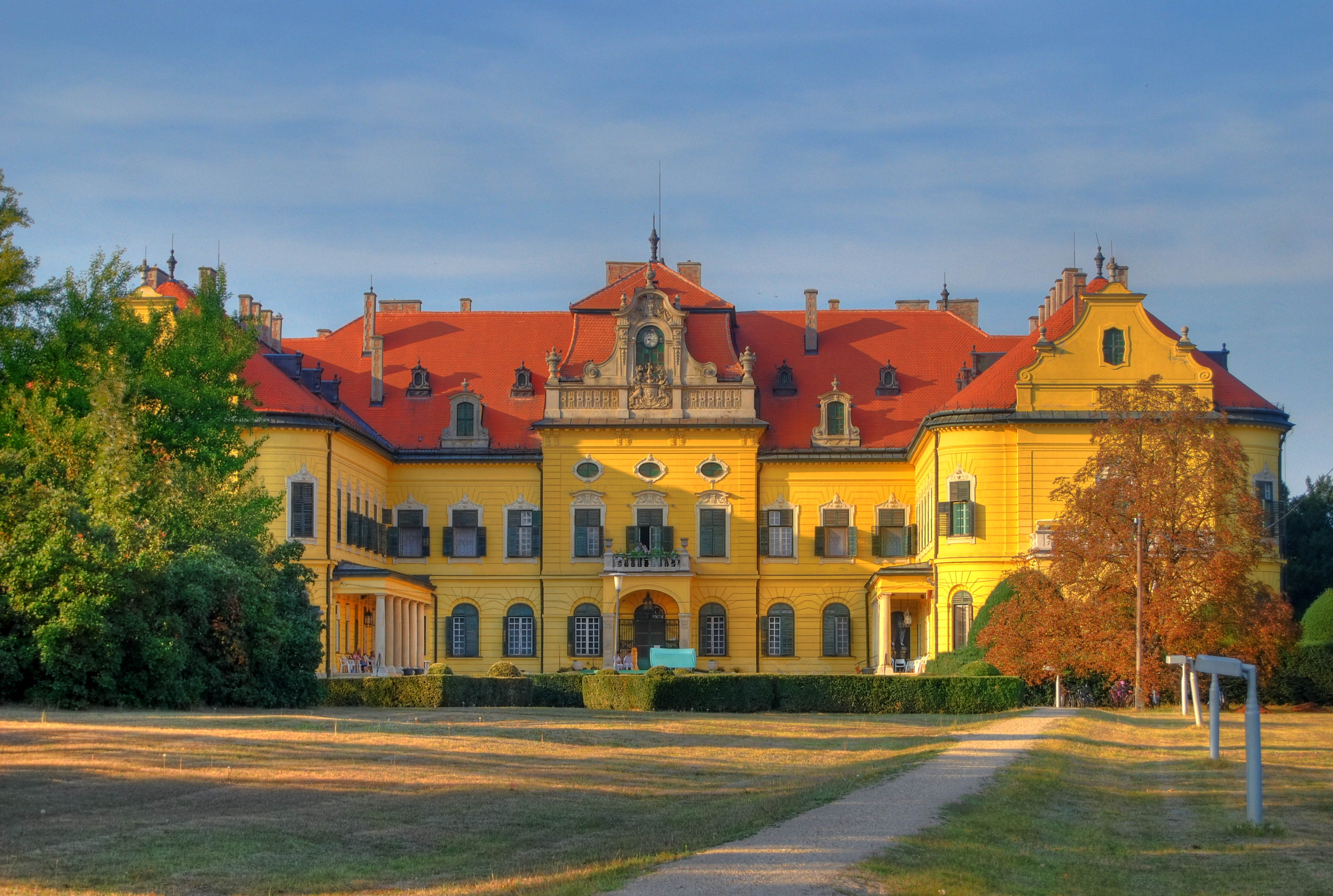
Nagymágocs, Károlyi kastély

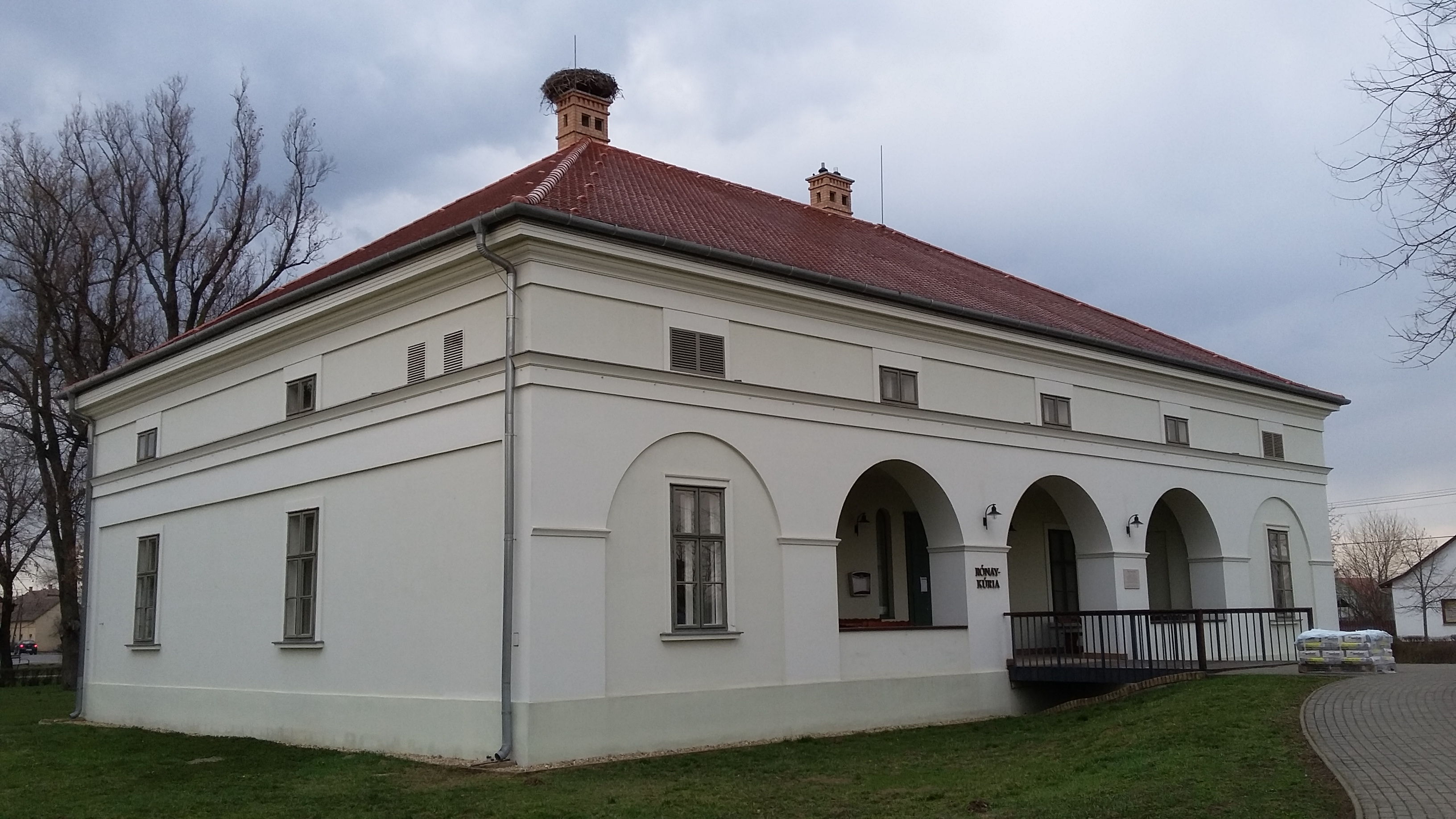
Kiszombor, Rónay-kúria

- Ásotthalom – Rózsa Sándor Élményház[1]
- Csongrád
  - történelmi településmag, műemléki épületegyüttes (Belváros)
  - pontonhíd
- Kiszombor
  - Körtemplom
  - Rónay-kúria
  - Portikuszos magtár
- Nagymágocs - Károlyi kastély
- Óföldeák - Római katolikus erődtemplom
- Ópusztaszer
  - Nemzeti Történeti Emlékpark
  - Csillagösvény labirintus
- Pusztaszer
  - Pusztaszeri Fülöp-Szék Természetvédelmi Terület
  - Pusztaszeri Hétvezér Emlékmű Természetvédelmi Terület
- Sándorfalva - Nádastó Szabadidőpark
- Zákányszék - madárkert[2]

## Rendezvények, fesztiválok
A vármegye településein számos gasztronómiai programot szerveznek, zöldségek (burgonya, sárgarépa, hagyma, paprika, spárga, paradicsom), gyümölcsök (például őszibarack) és hagyományos magyar ételek (lepény, halászlé, lecsó, kakaspörkölt, tarhonya, rétes, kalács) köré. Több városban is rendeznek bor- és sörfesztivált, több községben pedig szüreti mulatságot. A zenei fesztiválok palettáján egyaránt megtalálható az egyház-, a katona-, a nép-, és a rockzene, de a megyei programok között helyet kap a blues és a jazz és a musical is.